# 테디베어박물관

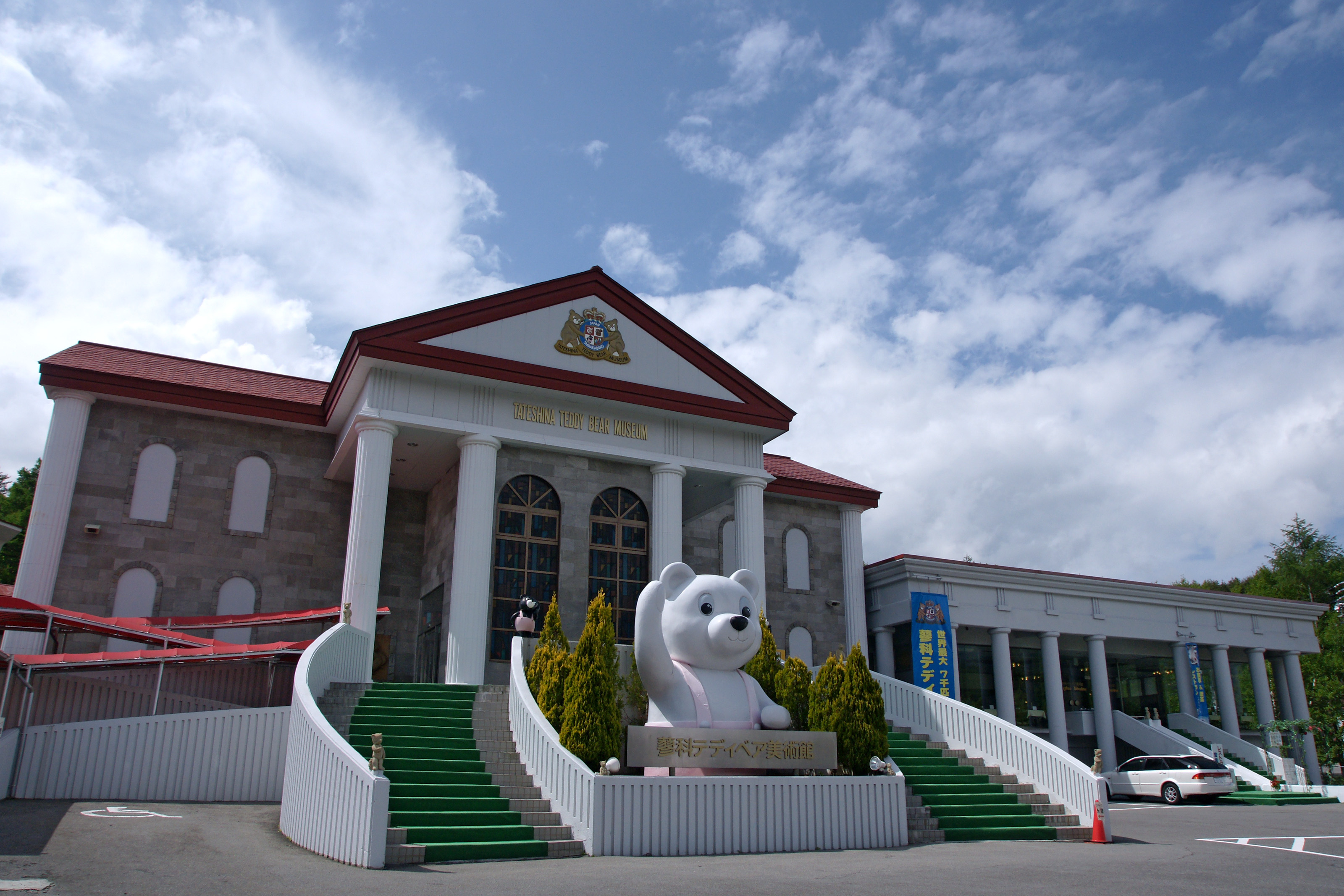
일본 다테시나정의 테디베어박물관

테디베어박물관(Teddy bear museum)은 테디 베어에 관해 다루는 박물관이다. 세계에 수많은 테디베어박물관이 존재한다.
세계 최초의 테디베어박물관은 잉글랜드 햄프셔주 피터스필드에 위치한다. 1984년 주디 스패로가 설립하였으며 테디 베어 및 관련 상품을 모아두고 있다. 2006년 폐쇄되었다.
대한민국에서도 2008년 N서울타워에서 개장하였으나 현재는 폐쇄되었다.